# Acalolepta ferriei
Acalolepta ferriei là một loài bọ cánh cứng trong họ Cerambycidae.